# Johann Baptist Bachta
Johann Baptist Bachta (* 19. März 1782 auf Schloss Schönbornslust bei Kesselheim, Kurtrier; † 18. Mai 1856 in Koblenz, Rheinprovinz) war ein deutscher Historien-, Landschafts-, Porträt- und Miniaturmaler sowie Freskant, Stecher und Radierer.

## Leben

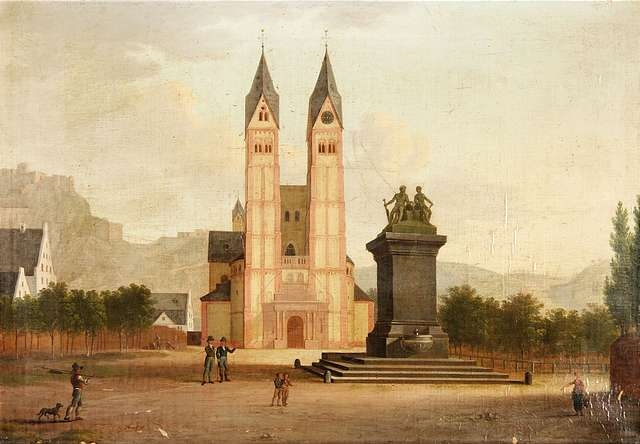
Ansicht der Basilika St. Kastor in Koblenz

Bachta war ein Sohn des Leiblakaien Johann Bachta aus Koblenz. Er erhielt seine erste künstlerische Ausbildung in der Werkstatt des kurtrierischen Hofmalers Januarius Zick, an dessen Werk er sich orientierte und das häufig kopierte. Nach der Ausbildung bei Zick ging er nach Frankfurt am Main, wo er bei dem Maler Johann Ludwig Ernst Morgenstern eine Lehrzeit durchlief und sich dabei mit der niederländischen Malerei des 17. Jahrhunderts vertraut machte. Nach Morgensterns Tod kehrte er 1819 nach Koblenz zurück.

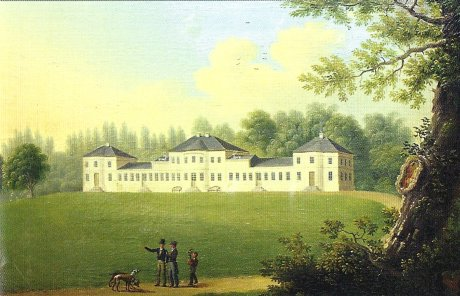
Schloss Monrepos, 1826

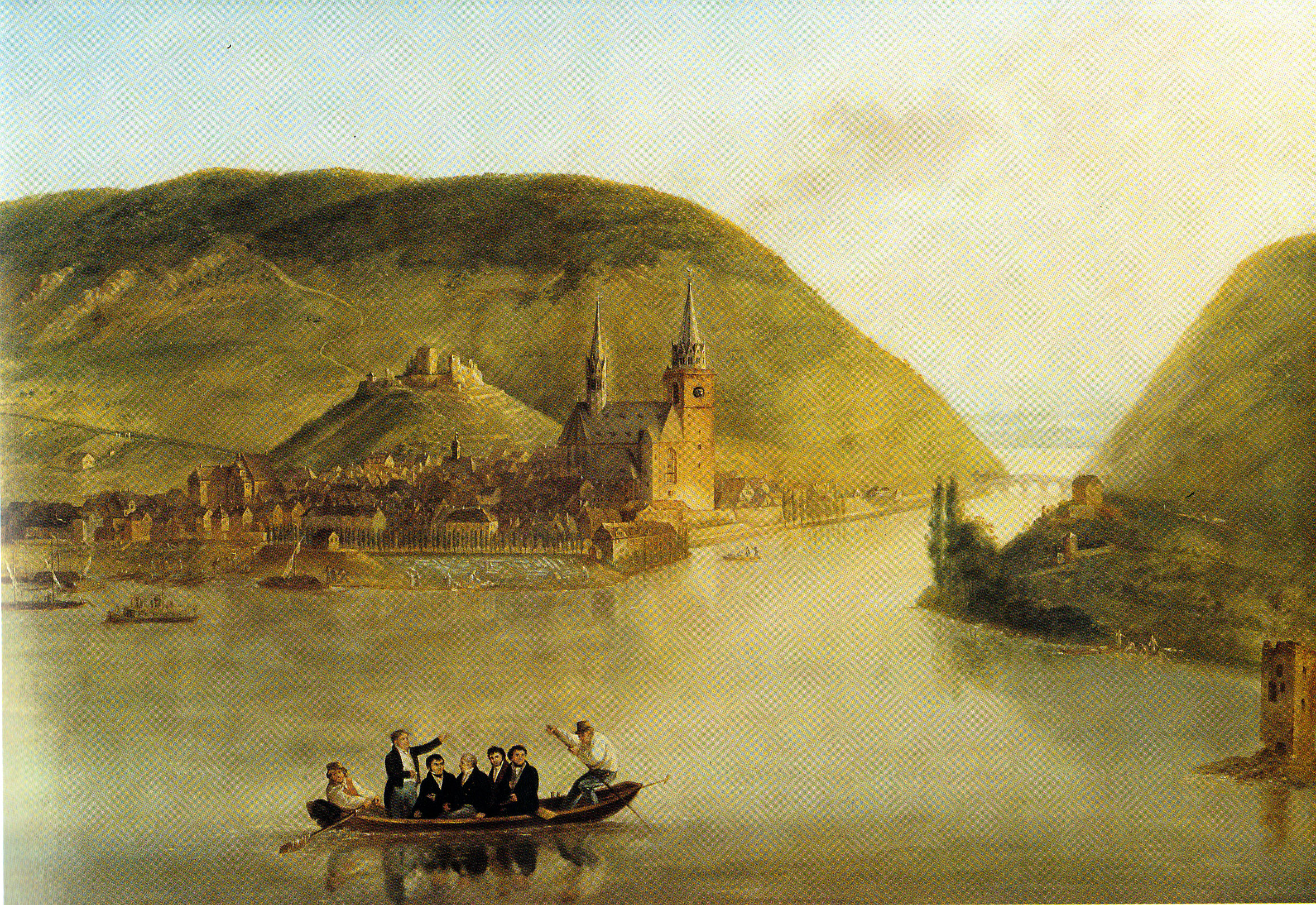
Bootsszene nahe Bingen, um 1840 (Bachta zugeschrieben)

Bachta malte Altarbilder, die sich in verschiedenen Kirchen an der Mosel finden. Seine Landschaftsbilder, von denen er mehrere selbst radierte bzw. in Stahl stach, zeigen Ansichten von Rhein- und Moselgegenden. Beliebt waren auch seine Porträts und Miniaturen. 1820 erhielt er den Auftrag, Zicks Fresken in den Chornischen der Florinskirche von Koblenz („Hochzeit zu Kanaan“ und „Fußwaschung“), die 1790 bei einem Unwetter beschädigt worden war, zu restaurieren. Unter anderem in einer Zeitungsanzeige bot er Gemälde und die Bemalung von Kirchen- und Schulfahnen an. Ab 1834 oblag ihm die Verwaltung und Katalogisierung der Gemäldesammlung des verstorbenen Koblenzer Pfarrers und Kunstmäzens Joseph Gregor Lang.
Bachta war mit dem Koblenzer Maler Daniel Dienz (1813–1888) verwandt. Er wirkte vor allem in Koblenz. Sein Sohn Jakob Bachta studierte nach erster Ausbildung im väterlichen Atelier an der Kunstakademie Düsseldorf bei Peter Cornelius. Die Tochter Eva Bachta galt als geschickte Blumenmalerin. Beide waren in Koblenz tätig.

## Schrift
- Anleitung zur Proportion und Anatomie des menschlichen Körpers, für angehende Zeichner, mit 3 Kupfern. Hölscher, Koblenz 1821.[7]

## Werke (Auswahl)
- „Amor mit Pfeil und Köcher“, um 1800; Grisaille, Öl auf Leinwand, 96 × 69,4 cm; wohl Kopie nach Januarius Zick (Kunsthandel).
- „Soldatengruppe“ (Beutehandel in e. Innenraum; mehrere Personen), 1806; Öl auf Holz, 45,9 × 46,8 cm; Oldenburg, Landesmuseum für Kunst und Kulturgeschichte, Inv.Nr. 15.730.[8]
- „Mosellandschaft mit schloßartigem Haus vorn und einer Stadt im Mittelgrunde“, 1819; Öl auf Leinwand, 37 × 52 cm, signiert: „J. Bachta f. In Coblenz 1819“: Auktion Kunsthaus Lempertz, Köln (Katalognummer 305), 4. November 1930, Nr. 1, S. 2.
- „Kloster Maria Laach mit dem Laacher See im Hintergrunde“, 1819; Öl auf Leinwand, 37 × 52 cm, signiert: „J. Bachta f. in Coblenz 1819“: Auktion Kunsthaus Lempertz, Köln (Katalognummer 305), 4. November 1930, Nr. 2, S. 2.
- „Der Rhein bei Köln, links vorn der Bayenturm“, 1819; Öl auf Leinwand, 64 × 80 cm, signiert links auf der Kaimauer: „J. Bachta f. In Coblenz 1819“: Auktion Kunsthaus Lempertz, Köln (Katalognummer 305), 4. November 1930, Nr. 3, S. 2.
- „Bad Ems an der Lahn und das Vier-Türme-Haus“, 1819; Öl auf Metall, 24,5 × 34 cm: Sammlung Rheinromantik Bonn.[9]
- „Bad Ems an der Lahn und das Vier-Türme-Haus“, 1819; Öl, 37 × 52 cm; signiert: „J. Bachta f. in Coblenz 1819“: Schmidt Kunstauktionen Dresden.
- „Rüdesheim am Rhein, Ruinen der Brömserburg mit Blick auf Bingen“, um 1820; Aquarell.
- Zwei „Ansichten von Koblenz“, Öl auf Holz, je 30,5 × 40,5 cm (Kunsthandel).
- „Blick auf Koblenz“, 1822; Öl auf Holz, 21 × 50 cm, signiert: „J. Bachta in Coblenz 1822“: Auktion Kollerwest Zürich, März/April 2017, Nr. 6154: Koblenz, Stadtarchiv.
- „Ansicht von Koblenz mit der Schiffbrücke“, Stahlstich, um 1825.
- „Bilderuhr mit Annsicht des Klosters Maria Laach“, 1826; Öl/Lwd., 56 × 69,5 cm. Sammlung Rheinromantik Bonn. Abbildung: Matthias Winzen: Das frühindustrielle Bedürfnis nach Heimat. Die malerische Empfindung eines Heimatgefühls. In: Sigrid Ruby, Barbara Krug-Richter, Amalia Barboza (Hrsg.): Heimat verhandeln? Kunst- und kulturwissenschaftliche Annäherungen. Böhlau-Verlag, Köln 2020, S. 20–27; Abb. 2.
- „Ansicht von Rheinbrettbach“, 1835; Öl auf Leinwand, 49,5 × 78,5 cm (Kunsthandel).
- „Blick von der Höhe auf Koblenz und Ehrenbreitstein, im Vordergrund Paffendorf mit der Pfarrkirche“, 1840; Öl auf Leinwand, 69 × 49 cm; sign./dat.: Auktion 119, Michael Zeller, Lindau, Nov. 2013, Nr. 190, SP 1900 / ZP 9400 Euro.
- „Rheinufer bei Urmitz mit der Pfarrkirche St. Georg“, 1848; Öl auf Holz, 33 × 43 cm (Abbildung: online).
- Gemälde für die Ausstattung des Neubaus der Pfarrkirche von Hambuch, 1849.[10]
- „Blick vom Weißenthurm nach Neuwied“, Öl auf Holz, 32 × 55 cm: Koblenz, Mittelrhein-Museum, Inventarnr. M986.[11]
- „Ausblick auf die Stadt Bacharach mit der Ruine der St. Wernerskirche“; Öl auf Zinkblech.